# Pekelný ostrov
Pekelný ostrov je název hudebního open-air festivalu konaného vždy v první polovině července u města Holýšov v okrese Plzeň-jih v Plzeňském kraji. Pořadatelem festivalu je společnost Westmusic, s.r.o.
Převážnou část hudební nabídky tvoří rockové kapely, a to jak české, tak i zahraniční. Místem konání je areál ostrova o rozloze 2,5 ha u města Holýšov. Jedná se skutečně o ostrov, který je lemován z části náhonem a z části řekou Radbuzou. Jedinou cestou do areálu je tedy most navazující na příjezdovou cestu od silnice č. 26. Festival se poprvé představil v roce 2012.

## Jednotlivé ročníky

### 13.7. - 14.7.2012
Festival se poprvé představil v roce 2012, kdy na festivalu vystoupilo hned 30 interpretů, a to na třech scénách. Vstupné se pohybovalo od 200,-Kč (první předprodejová cena) do 500,-Kč (celofestivalové vstupné na místě). První ročník byl ve znamení deště a zimy, i přesto se sešel dostatek příznivců rockové hudby. Na festivalu se představili tito interpreti: Iné Kafe, Wohnout, Katapult, Vypsaná fiXa, Alkehol, Walda Gang, Krucipüsk, Doga, Vilém Čok a Bypass, Tleskač, Jaksi Taksi, Medvěd 009, Doktor PP, Zvlášňý škola, Imodium, V3SKA, Aušus, MASH, O5 a Radeček, Komunál, Traktor a další..

### 12.7. - 13.7.2013
V roce 2013 proběhl druhý ročník, který navázal ročník první. Na rozdíl od prvního ročníku se nesl ten druhý ve znamení slunečného počasí. Cena vstupenek zůstala zachována. Předprodej opět začal na 200,-Kč a končil na ceně 480,-Kč za celý festival. Pro náročné návštěvníky pak byl připraven patrový V.I.P stan. Během dvou dní zde vystoupily na dvou rovnocenných scénách tyto kapely: Harlej, XindlX, Škwor, Walda gang, Katapult, Sto zvířat, Rybičky 48, Visací zámek, AC/DX (De), Traband, Debbi, Dymytry, Aleš Brichta, UDG, V3SKA, Vilém Čok a Bypass, Doga, Zvlášňý škola, Ready Kirken, Jaksi Taksi a další.

### 11.7. - 12.7. 2014
V roce 2014 se konal již třetí ročník pekelného ostrova, A nakonec i přes chvilkovou nepřízeň počasí si rockový nářez nenechalo ujít téměř 7000 návštěvníků. Ceny vstupenek se pohybovalo od 200 Kč ( první předprodej) do 680 Kč na místě. Na dvou podiích se představili kapely Brufen, Rybičky 48, Horkýže Slíže, Vypsaná fiXa, Turbo, Slade (GB), Škwor, Doga, Komunál, Galilleo, Doctor PP, DeBill Heads, Tři sestry, Alkehol, Arakain,
Harlej, MASH, Iné Kafe, Dymytry a další.

### 9.7. - 11.7. 2015
V roce 2015 došlo na festivalu k velkým změnám. Zvětšilo se parkoviště o několik hektarů, přibyl samostatný koridor pro návštěvníky, změnila se i dispozice uspořádání areálu, a to vše pro přijetí více festivalových nadšenců. Festival byl zahájen již ve čtvrtek, tradiční warm-up párty, která byla pro návštěvníky zadarmo. Dobrá nálada a slunečné počasí pokračovalo i v pátek a v sobotu. Na podiích se předvedli interpreti jako Arakain s Lucií Bílou, Divokej Bill, Harlej, Walda Gang, Horkýže Slíže, Krucipusk, Aleš Brichta, Vypsaná Fixa, Doga, Alkehol, Dymytry a mnoho dalších. Hlavní hvězdou se pro rok 2015 stali britští Smokie.

### 8.7. - 9.7.2016
V roce 2016 festival přivítal 14.800 návštěvníků. Festivalový park a přilehlá parkoviště zabírali téměř 13 hektarů plochy. Tento rok se Pekelný ostrov stal držitelem ocenění Čistý festival. Návštěvníci měli možnost sbírat prázdné kelímky od piva, za které pak dostali pivo zdarma. Čtvrteční warm-up odstartovala  Metalika revival a Kabát revival. Víkend pak dále pokračoval v rockových tonech a repertoár byl pestrý. Účinkující kapely: britští Nazareth, Chinaski, Pipes and Pints, Ine Kafe, Trautenberk, Horkýže Slíže, Alkehol, Tři Sestry, Škwor, Harlej, Citron, Walda Gang.

### 7.7. - 8.7.2017
I v roce 2017 festival usiloval o co nejlepší služby návštěvníků. Novinkou pro tento rok se stalo vylepšení VIP zóny o stylový anglický dvoupatrový autobus, zvaný „double-decker“, s výhledem na celý festivalový areál.
Již šestý ročník festivalu Pekelný ostrov navštívily kapely jako britští Sweet, Olympic, David Koller, Walda Gang, Harlej, Ine Kafe,Dymytry, Rybičky, Metalinda, Katapult, Traktor, Alkehol, Komunál, Doga, Trautenberk a další. Nečekanou a hlavně nezapomenutelnou atmosféru na festivalu vytvořil především Jaroslav Uhlíř. Jeho písně zpívali po celém areálu i ty největší rockeři.

### 6.7. - 7.7.2018
V roce 2018 byla na Pekelném ostrově, v rámci rozšíření areálu, vybudována pláž u řeky Radbuzy. Tím vzniklo pro návštěvníky klidnější zákoutí festivalu, neboli chill out zóna. Pro návštěvníky byl připraven plnohodnotný festivalový servis v podobě sprch, stanic pro dobíjení mobilních telefonů, úschovny nebo bankomatu. Samotný program festivalu nalákal návštěvníky na zahraniční hosty z Británie, kapelu Uriah Heep. Z české hudební scény se na dvou střídajících se pódiích představili Chinaski, Arakain a Lucie Bílá, Rybičky 48, Horkýže Slíže, Walda Gang, Dymytry, Banjo Band Ivana Mládka, Vypsaná Fixa, Trautenberk, Doga, Alkehol, Traktor, Turbo, Kern, Debill Heads, Komunál a další. Unikátně, pouze na Pekelném ostrově zahrál Harlej se symfonickým orchestrem pod vedením Oty Balage.

### 5.7. - 6.7.2019
V roce 2019 prošel festival velkou změnou a přešel na bezhotovostní cashless systém. Součástí každé ID pásky byl čip, který si návštěvník předem nabil dle svého uvážení. Na všech prodejních místech pak platil pomocí čipu, nikoli hotovostí. V rámci udržení čistějšího areálu festivalu byly do oběhu zavedeny zálohované vratné kelímky s motivem Pekelného ostrova, které se stali i oblíbeným upomínkovým předmětem.
V tomto roce festival přivítal finskou skupinu Lordi, z české hudební scény pak kapely Tři Sestry, Divokej Bill, Škwor, Rybičky 48, Harlej, Dymytry, Traktor, zpěváka Jaroslava Uhlíře, Trautenberk, Pipes and Pints, Vypsaná Fixa, Katapult, Walda Gang, Alkehol, Doga, Komunál, Doktor P.P., Vilém Čok and Bypass, Debill Heads, Tlustá Berta a Interloud.  

### 7. - 8.2020
V roce 2020 vzhledem k nastalé situaci s pandemií Covid 19, musel být festival Pekelný ostrov zrušen a přesunut na rok 2021. Následkem toho vznikl pro tento rok projekt Pekelné léto. Tento projekt poskytl návštěvníkům možnost v areálu Pekelného ostrova navštívit devět samostatných koncertů. 
Účinkující kapely: Harlej, Škwor, Walda Gang (pozn.: tento koncert proběhl v Letním kině v Domažlicích), Olympic, Doga a Alkehol, Tomáš Klus, Trautenberk, Rybičky 48 a Divokej Bill.

### 2.7. - 3.7.2021
Ani v roce 2021 nemohl festival Pekelný ostrov proběhnout vzhledem k onemocnění Covid 19. V době konání festivalu vláda schválila plán rozvolňování v kultuře, kde byla stanovena maximální kapacita venkovních akcí pro měsíc červenec, kterou Pekelný ostrov nesplňoval a musel být opět přesunut na rok 2022. Místo toho v tomto roce proběhl menší festival Pekelný poloostrov. I tento festival nabídl návštěvníkům veškerý festivalový servis včetně atraktivní VIP zóny s velkokapacitním stanem s pevnou podlahou a dvoupatrovým anglickým autobusem double-deckerem. 
Na pódiu Pekelného poloostrova se vystřídaly kapely E!E, Debustrol, Vypsaná fixa, Walda Gang, Harlej, Iné kafe, Totální nasazení, Tři sestry, Alkehol, Komunál, Doga, Škwor a Trautenberk.

### 1.7. - 2.7.2022
V roce 2022 konečně proběhl festival Pekelný ostrov a dokonce byl zcela vyprodán, již měsíc před jeho zahájením. Novinkou tohoto roku se stal nově vybudovaný VIP kemp s oploceným areálem, non-stop recepcí, safe-boxy, splachovacími záchody a sprchami. Návštěvníci měli možnost zakoupit ve VIP kempu buďto prostor pro vlastní stan nebo již postavené stany Chill Village, které byly plně vybaveny např. matracemi, bavlněným prostěradlem, polštáři, stolkem, LED osvětlením, atp. 
Na dvou střídajících se pódiích se představily kapely Debustrol, Walda Gang, Trautenberk, Traktor, E!E, Interloud, ZakázanÝovoce, Vypsaná fixa, Škwor, Dymytry, Septic people, Komunál, Poletíme?, Tři sestry, Doga, Jaroslav Uhlíř, Olympic, Alkehol, Rybičky 48, a Harlej. Zahraničním hostem tohoto roku byla německá heavy metalová skupina U.D.O./GER.

### 7.7. - 8.7.2023
V roce 2023 proběhl 10. ročník Pekelného ostrova. Na počest tohoto jubilea měli návštěvníci možnost zúčastnit se soutěže o nejlepší masku. Výherci získali volné vstupenky na 11. ročník festivalu. Tento rok byla na festivalu nově Šipkařská zóna, kde se návštěvníci mohli zúčastnit školy čepování, zahrát si šipky nebo fotbálek a dát si Gambrinus 11. 
V tomto roce na festivalu vystoupila německá hardrocková kapela Kissin' Dynamite. Z českých interpretů vystoupily kapely Tři sestry, Alkehol, Walda Gang, Traktor, De Bill Heads, Panoptiko, Totální nasazení, Krucipüsk, Dymytry, Doga, Interloud, Tlustá Berta, MASH, Arakain a Lucie Bílá, Harlej, Debustrol, Ivan Mládek Banjo band, Trautenberk, Chinaski, Rybičky 48 a Komunál. 